# NMS Delfinul
| «Дельфінул»                                                   | «Дельфінул»                                            | «Дельфінул»                                            |
| ------------------------------------------------------------- | ------------------------------------------------------ | ------------------------------------------------------ |
| NMS Delfinul                                                  |                                                        |                                                        |
|                                                               |                                                        |                                                        |
| Румунський підводний човен «Дельфінул». Червень 1936          |                                                        |                                                        |
| Верф                                                          | Cantiere Navale di Quarnaro, Фіуме                     | Cantiere Navale di Quarnaro, Фіуме                     |
| Під прапором                                                  | Румунське королівство, Румунія                         | Румунське королівство, Румунія                         |
| Належність                                                    | Королівські ВМС Румунії Військово-морські сили Румунії | Королівські ВМС Румунії Військово-морські сили Румунії |
| Порт приписки                                                 | Констанца                                              | Констанца                                              |
| Закладений                                                    | 1927                                                   | 1927                                                   |
| Спуск на воду                                                 | 1930                                                   | 1930                                                   |
| Введений до складу флоту                                      | 5 травня 1936                                          | 5 травня 1936                                          |
| На службі                                                     | 1936–1944 1951–1957                                    | 1936–1944 1951–1957                                    |
| Сучасний статус                                               | у 1957 році списаний на брухт                          | у 1957 році списаний на брухт                          |
| Бойовий досвід                                                | Друга світова війна Кампанія на Чорному морі           | Друга світова війна Кампанія на Чорному морі           |
| Проєкт                                                        |                                                        |                                                        |
| Тип ПЧ                                                        | прибережний підводний човен                            | прибережний підводний човен                            |
| Основні характеристики                                        |                                                        |                                                        |
| Швидкість (надводна)                                          | 14 вузлів (26 км/год)                                  | 14 вузлів (26 км/год)                                  |
| Швидкість (підводна)                                          | 9 вузлів (17 км/год)                                   | 9 вузлів (17 км/год)                                   |
| Гранична глибина занурення                                    | 110 м                                                  | 110 м                                                  |
| Дальність плавання                                            | 2 000 миль (3 704 км)                                  | 2 000 миль (3 704 км)                                  |
| Екіпаж                                                        | 55 офіцерів та матросів                                | 55 офіцерів та матросів                                |
| Розміри                                                       |                                                        |                                                        |
| Довжина найбільша (по КВЛ)                                    | 68 м                                                   | 68 м                                                   |
| Ширина корпусу найб.                                          | 5,9 м                                                  | 5,9 м                                                  |
| Середня осадка (по КВЛ)                                       | 3,6 м                                                  | 3,6 м                                                  |
| Водотоннажність надводна                                      | 650 тонн                                               | 650 тонн                                               |
| Силова установка                                              |                                                        |                                                        |
| Дизель-електрична: 2 дизельні двигуни Sulzer 2 електродвигуни |                                                        |                                                        |
| Гвинти                                                        | 2                                                      | 2                                                      |
| Озброєння                                                     |                                                        |                                                        |
| Артилерія                                                     | 1 × 102-мм палубна гармата Bofors                      | 1 × 102-мм палубна гармата Bofors                      |
| Торпедно- мінне озброєння                                     | 8 × 533-мм торпедних апаратів                          | 8 × 533-мм торпедних апаратів                          |
| ППО                                                           | 2 (1 × 2) × 13-мм зенітний кулемет                     | 2 (1 × 2) × 13-мм зенітний кулемет                     |

| ТС-3                   | ТС-3                                         | ТС-3                                         |
| ---------------------- | -------------------------------------------- | -------------------------------------------- |
|                        |                                              |                                              |
|                        |                                              |                                              |
|                        |                                              |                                              |
| Під прапором           | СРСР                                         | СРСР                                         |
| Належність             | Військово-морський флот СРСР                 | Військово-морський флот СРСР                 |
| Порт приписки          | Поті                                         | Поті                                         |
| На службі              | 1944–1945                                    | 1944–1945                                    |
| Сучасний статус        | 1951 році повернутий до Румунії              | 1951 році повернутий до Румунії              |
| Бойовий досвід         | Друга світова війна Кампанія на Чорному морі | Друга світова війна Кампанія на Чорному морі |
| Проєкт                 |                                              |                                              |
| Тип ПЧ                 | прибережний підводний човен                  | прибережний підводний човен                  |
| Основні характеристики |                                              |                                              |
| Розміри                |                                              |                                              |
| Озброєння              |                                              |                                              |

«Дельфінул» (рум. NMS Delfinul) — військовий корабель, прибережний підводний човен, що перебував у складі Королівських військово-морських сил Румунії, а після капітуляції Румунії у складі радянського ВМФ у роки Другої світової війни.
Підводний човен «Дельфінул» був закладений у 1927 році на верфі італійської компанії Cantiere Navale di Quarnaro у Фіуме. У 1930 році він був спущений на воду, і завершений у 1931 році; втім уведений в експлуатацію корабель був лише 5 травня 1936 року.

## Історія служби
«Дельфінул» відіграв істотну роль у Чорноморській війні проти Радянського Союзу у Другій світовій війні. Пунктом його базування була військово-морська база Констанца, звідки підводний човен здійснив дев'ять бойових походів за часи війни. На момент вступу Румунії у війну, 22 червня 1941 року, у румунському військово-морського флоту був лише один підводний човен, але навіть його присутність означала, що підводні сили радянського Чорноморського флоту, чисельність яких на той час становила 47 підводних човнів різних типів і класів, повинні були забезпечувати протичовнову оборону для своїх конвоїв і поблизу своїх військово-морських баз. Єдиний румунський човен тримали переважно в укритті у Констанці і рідко відправляли в розвідувальні місії. Ситуація змінилася, коли на верфі Галац у Східній Румунії були побудовані два сучасні підводні човни — «Речінул» і «Марсуінул».

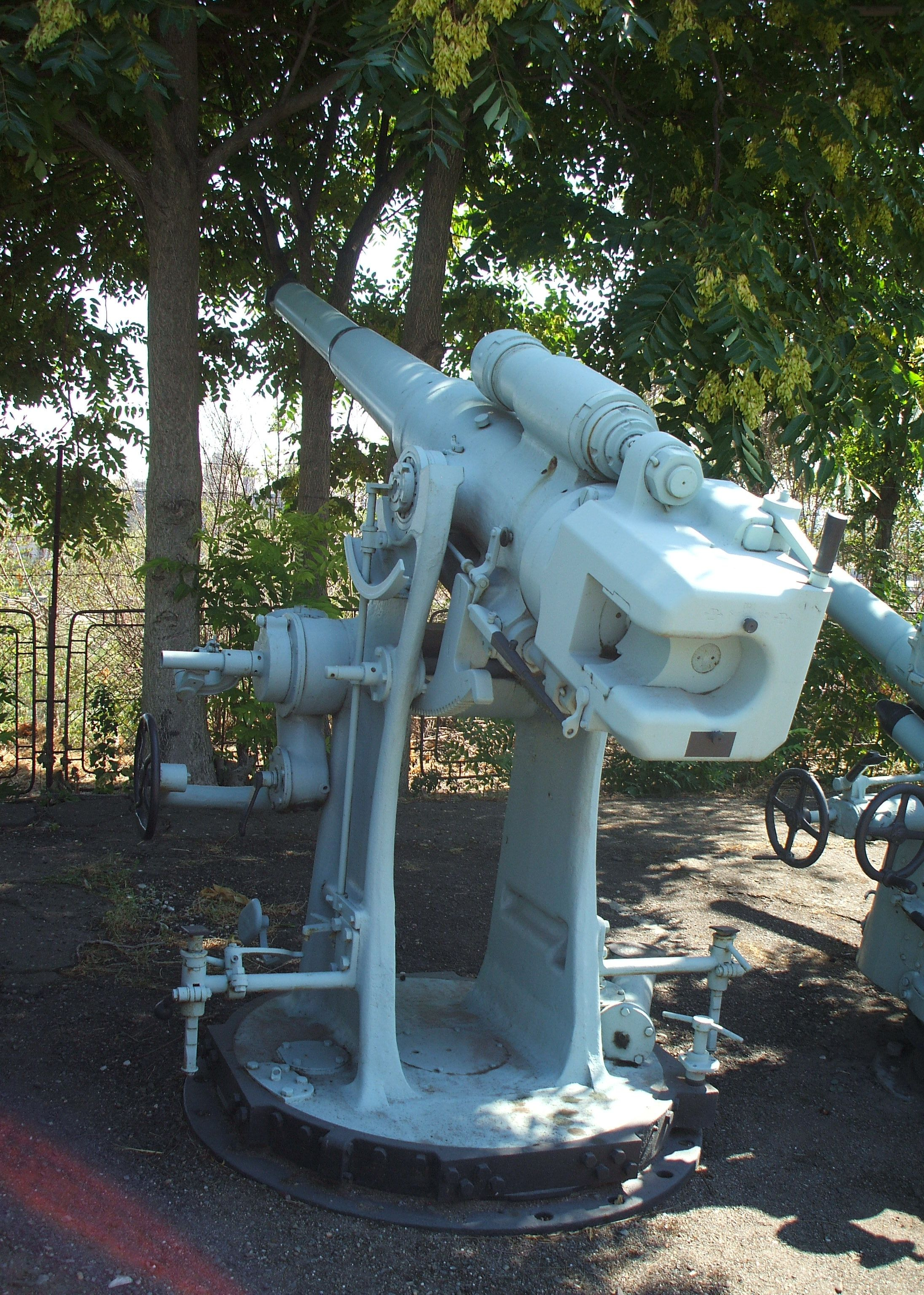
Демонтована з «Дельфінула» 102-мм палубна гармата Bofors

З 22 до 27 червня 1941 року «Дельфінул» під командуванням капітана Костянтина Костаческу здійснив перший бойовий похід з метою патрулювання навколишніх вод поблизу Румунії. 26 червня о 00:30 Костаческу повідомив командуванню, що велике радянське флотське угруповання наближається до Констанці. Оскільки елемент несподіванки був втрачений, у бою, що стався в ході рейду, радянські війська втратили лідер есмінців «Москва» та було пошкоджено лідер «Харків» і крейсер «Ворошилов».
Наступне патрулювання відбулося з 10 по 20 липня під командуванням капітана Корнеліу Лунгу. «Дельфінул» патрулював поблизу південного узбережжя Кримського півострова і здійснив розвідку до Новоросійська.
З 12 до 20 серпня човен здійснив третє патрулювання під командуванням капітана Костаческу. Його завданням було атакувати конвої та поодинокі судна, що виходили або прибували до Одеси. Румунський човен також здійснив розвідувальний похід до Криму. 20 серпня, повертаючись додому (в чотирьох милях від Констанци), «Дельфінул» вступив у бій з радянським підводним човном класу «Малютка» М-33. О 12:08 радянський підводний човен запустив по ньому торпеду, яка промахнулася. «Дельфінул» швидко контратакував спареним 13-мм кулеметом, унаслідок чого радянський підводний човен занурився і відступив. Це був єдиний бой між підводними човнами в ході кампанії в Чорному морі за роки війни.
З 3 до 19 вересня та з 2 до 7 листопада «Дельфінул» здійснив четвертий та п'ятий бойові походи відповідно, діючи біля Криму та чорноморського узбережжя Північного Кавказу. Під час патрулювання румунський човен кілька разів виходив на атакуючі позиції проти радянських транспортних суден, але через різні обставини не здобув певної перемоги. Хоча командир вважав, що 5 листопада потопив радянське вантажне судно «Уралець» (1975 тонн), втім, пізніше з'ясувалося, що це судно раніше було затоплено авіацією Люфтваффе в бухті Євпаторії. Ураженим судно, швидше за все, був радянський танкер «Кремль», який був пошкоджений.
Наступні походи «Дельфінул» проводив до липня 1942 року, до останніх днів битви за Севастополь, під час яких був пошкоджений унаслідок літаками ВПС СРСР та патрульними кораблями. Після останнього, дев'ятого, походу, «Дельфінул» поставили на ремонт і модернізацію, де він перебував кілька років.
23 серпня 1944 року румунський підводний човен був захоплений Червоною армією після перевороту, конфіскований та 20 жовтня введений в експлуатацію як ТС-3. Нетривалий час перебував у складі Чорноморського флоту СРСР, доки 12 жовтня 1945 року не був списаний і в 1951 році повернутий Румунії. У листопаді 1957 року човен здали на злом.